# Rembert Dodoens
Rembert Dodoens, flamski botanik in zdravnik, * 29. junij 1517, Mechelen, † 10. marec 1585, Leiden.